# Kamasja

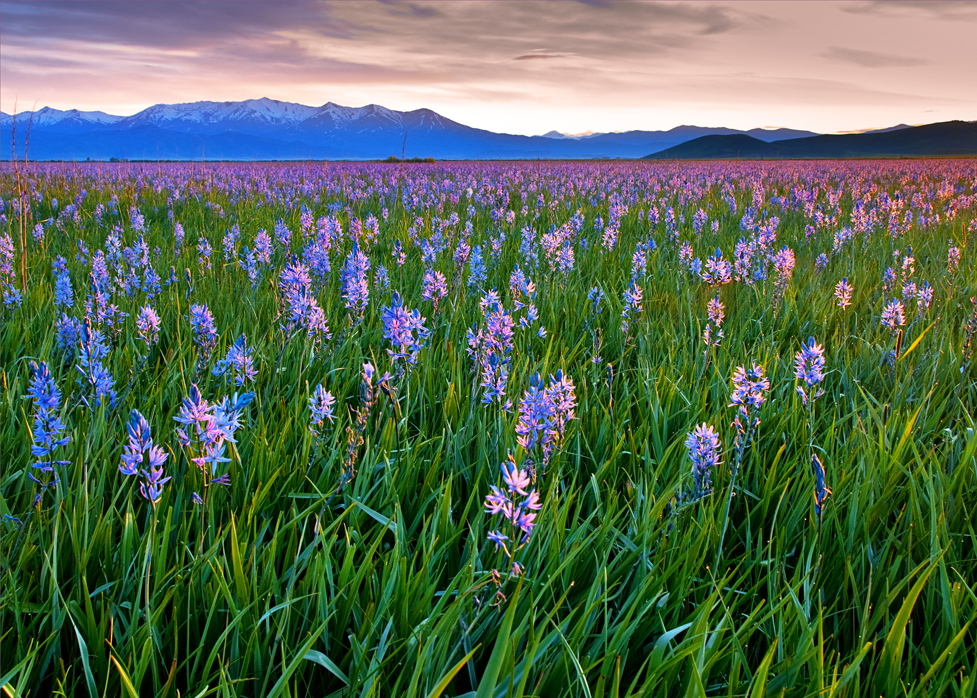
Kamasje jadalne

Kamasja (Camassia Lindl.) – rodzaj roślin zaliczany współcześnie do rodziny szparagowatych (Asparagaceae) (podrodzina agawowe), wcześniej umieszczany był w rodzinie liliowatych (Liliaceae) lub hiacyntowatych Hyacintheaceae. Do rodzaju należy 6 gatunków występujących we wschodniej i zachodniej części Kanady i Stanów Zjednoczonych w Ameryce Północnej. 

## Charakterystyka
Byliny bulwiaste. Bulwy rosną pojedynczo lub w skupieniach, są owalne lub kuliste, osłonięte brązową lub czarną tuniką. Liście odziomkowe, blaszka liściowa równowąska, z kilem. Kwiatostan na szczycie głąbika, z wąskolancetowatymi przysadkami. Kwiaty promieniste lub z jedną płaszczyzną symetrii, listków okwiatu 6, trwałych, ustawionych w 2 lub 3 okółkach. Listki te są barwy fioletowej, niebieskiej lub białej, lancetowate, każdy z 3–9 wiązkami przewodzącymi. Podczas zasychania skręcają się. Pręcików 6. Zalążnia z 6–36 zalążkami, szyjka słupka nitkowata, znamię trójłatkowe. Owocem jest torebka owalna lub zaokrąglona z 6–36 nasionami. Nasiona czarne, połyskujące, owalne lub gruszkowate o długości od 2 do 4 mm. 
Liczba chromosomów 2n = 30.

## Systematyka
Pozycja rodzaju według APweb (aktualizowany systemie APG III z 2009)
Klad okrytonasienne, klad jednoliścienne (monocots), rząd szparagowce (Asparagales), rodzina szparagowate (Asparagaceae), podrodzina agawowe (Agavoideae). 
Pozycja rodzaju w systemie Reveala (1994-1999)
Gromada okrytonasienne (Magnoliophyta Cronquist), podgromada Magnoliophytina Frohne & U. Jensen ex Reveal, klasa jednoliścienne (Liliopsida Brongn.), podklasa liliowe (Liliidae J.H. Schaffn.), nadrząd liliopodobne (Lilianae Takht.), rząd amarylkowce (Amaryllidales Bromhead), rodzina hiacyntowate (Hyacinthaceae Batsch), rodzaj kamasja (Camassia Lindl.).
Wykaz gatunków
- Camassia angusta (Engelmann & A. Gray) Blankinship
- Camasia cusickii S. Wats. – kamasja Kusika
- Camassia howellii S. Watson
- Camassia leichtlinii (Baker) S. Wats. – kamasja Leichtlina
- Camassia quamash (Pursh) Greene – kamasja jadalna
- Camassia scilloides (Rafinesque) Cory

## Zastosowanie
Bulwy kamasji są jadalne i stanowiły ważne źródło pożywienia dla Indian z północno-zachodniej części kontynentu północnoamerykańskiego. Kilka gatunków uprawianych jest jako rośliny ozdobne. 
W bulwach kamasji Leichtlina obecne są saponiny spirostanolowe, saponina furostanolowa, glikozyd cholestanu i inne saponiny steroidowe. Związki te wykazują działanie cytotoksyczne na komórki ludzkiego raka płaskonabłonkowego jamy ustnej (HSC-2) i normalne ludzkie fibroblasty dziąseł.